# Palomino (wit druivenras)

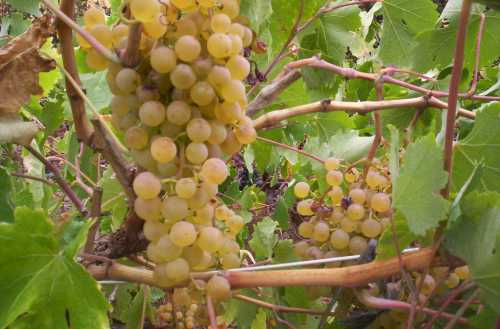
Een tros Palomino-druiven.

Palomino is een wit druivenras dat veel wordt verbouwd in Spanje en Zuid-Afrika.
Er zijn meerdere sub-variëteiten van deze druif zoals Palomino Fino, Palomino Basto en Palomino de Jerez. De Palomino Fino is daarbij het meest belangrijk vanwege het gebruik voor sherry.
De druif is ook wel bekend onder de naam Listán. Op de Canarische Eilanden kent men de blauwe variëteit Listán-Negro of Listán-Prieto.
In Zuid-Afrika wordt de vrucht “White French” genoemd. Ook in Australië en Californië wordt ze verbouwd en vaak gebruikt voor versterkte wijn. De Californische “Mission-druif” blijkt na DNA-onderzoek eveneens een Palomino-druif te zijn. Ooit dacht men dat de druif een Golden-Chasselas zou zijn.